# Ruth Horn
Ruth Horn, geborene Granzin, (* 4. Februar 1908 in Berlin; † 20. Mai 1987 in Darmstadt) war eine hessische Politikerin (SPD) und Abgeordnete des Hessischen Landtags.

## Leben

### Ausbildung und Beruf
Ruths Eltern waren der Politiker und Oberbürgermeister von Offenbach Max Granzin und Margarethe, geborene Meissner. Nach dem Abitur im Jahre 1927 studierte Ruth Horn Philologie in Frankfurt am Main. Anschließend studierte sie Pädagogik für das Volksschullehramt am Pädagogischen Institut Darmstadt-Jugenheim. In den Folgejahren arbeitete sie im Schuldienst.

### Politik
Ruth Horn war seit der Weimarer Republik Mitglied der SPD und dort Vorstandsmitglied auf Bezirks- und Landesebene. Kommunalpolitisch war sie zwischen 1948 und 1956 als Stadtverordnete in Darmstadt tätig.
Vom 1. Dezember 1950 bis zum 30. November 1970 war Horn fünf Wahlperioden lang Mitglied des Hessischen Landtags. Sie übernahm dort den Vorsitz des Kulturausschusses, war schulpolitische Sprecherin der SPD-Fraktion. Horn war Mitglied des Hessischen Rundfunkrates. In der SPD nahm sie zahlreiche Ämter wahr, so etwa im Bezirks-Frauenausschuss, im Bezirksvorstand der SPD Hessen-Süd, im Fraktions- und im Landesvorstand. Ende der 1950er Jahre wurde sie Vorsitzende des Büros für staatsbürgerliche Frauenarbeit in Wiesbaden. 1954, 1959 und 1964 war Horn Mitglied der Bundesversammlung.

### Privates
Ruth Horn heiratete 1929 den Bankkaufmann Willy Horn. Die beiden hatten zwei Söhne. 1951 kam es zur Scheidung. Ihr Grab befindet sich auf dem Waldfriedhof in Darmstadt.

## Ehrungen
- 1966: Großes Verdienstkreuz der Bundesrepublik Deutschland[2]
- 1968: Johann-Heinrich-Merck-Ehrung der Stadt Darmstadt[1]
- 1975: Wilhelm-Leuschner-Medaille
- 2022: Umbenennung des Kuhnwegs in Darmstadt-Arheilgen in Ruth-Horn-Weg[1]